# Defense of the Ancients

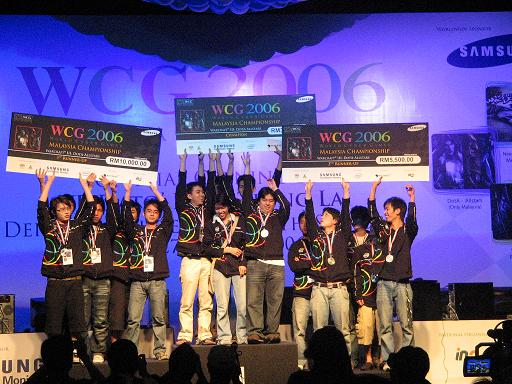
I vincitori di DoTA ai World Cyber Games 2006, in Malaysia

Defense of the Ancients, più conosciuta semplicemente come DotA, è una mappa custom ideata per il videogioco di strategia in tempo reale Warcraft III: Reign of Chaos della Blizzard Entertainment, realizzata tramite il World Editor di Warcraft III. Tecnicamente, è una mappa di difesa basata su eroi a scontro diretto. Originariamente inventata solamente per Reign of Chaos (RoC) dal creatore di mappe noto come Eul, è stata in seguito convertita anche da altre persone per l'espansione di Warcraft 3, The Frozen Throne (TFT). Attualmente esistono molte varianti di questa mappa originale per ROC, la più diffusa delle quali è Defense of the Ancients: Allstars per TFT.
Il suo genere di gioco è attualmente denominato MOBA.

## Modalità di gioco

### Concetti di base e struttura della mappa
Da un punto di vista generale, lo stile di gioco presente in DotA è molto diverso da quello vigente nelle sue "piattaforme", WarCraft III: Reign of Chaos e Warcraft III: The Frozen Throne, in quanto molto meno improntato alla strategia. Tuttavia, com'era logico aspettarsi, condivide con i due videogiochi-base molte caratteristiche, dovute alla comunanza di sistemi e di motore che animano i giochi. Si possono ad esempio vedere in DotA adattamenti di magie e oggetti che sono già presenti in Warcraft III.
La geografia della mappa è molto semplice. Innanzitutto, ci sono due accampamenti di cui uno è situato nell'angolo in alto a destra della mappa, mentre l'altro si trova nell'angolo in basso a sinistra. In ogni base c'è una costruzione centrale chiamata Antico. Scopo del gioco è distruggere l'Antico della squadra avversaria e difendere il proprio, da cui il nome Defense of the Ancients, "La difesa degli Antichi".
Nella versione in multiplayer, ciascuna base è "affidata" ad una squadra di giocatori. I team consistono di massimo cinque giocatori, ognuno dei quali può manovrare un singolo eroe. Il computer controlla i cosiddetti creeps, cioè le unità non-eroiche (le stesse presenti in Warcraft) che scaturiscono incessantemente dalle basi allo scopo di aiutare i propri eroi (i giocatori umani).
Nelle versioni standard non è possibile supportare l'Intelligenza Artificiale (AI) che permette al computer di controllare anche degli eroi.

Esiste tuttavia una variante chiamata DotA AI+ che permette anche più giocatori controllati dal computer; tale variante viene usata a scopo di allenamento, ed è utile anche qualora non ci siano abbastanza giocatori umani con cui giocare. Alcuni sviluppatori stanno lavorando a versioni ancora da testare di mappe DotA con Intelligenze Artificiali a coefficiente d'abilità variabile.
Come Antichi vengono usati per i team contrapposti rispettivamente l'Albero del Mondo ed il Trono Ghiacciato, nelle varianti "Classica" ed "AllStars", mentre nella versione "Outland" l'Antico da difendere è il normale "Centro Città" (differente per ogni razza) presente in Warcraft III.
Tre vie, dette lanes, conducono da una base verso quella avversaria. Un fiume scorre diagonalmente attraverso il centro della mappa, e ciascuna squadra ha delle torri difensive lungo le lanes a partire dal fiume fino alla propria base.
Nella modalità di gioco più utilizzata, All Pick, le basi producono delle truppe di unità non-eroiche, dette creeps, ogni 30 secondi a partire dal 2º minuto. Questi creeps vengono prodotti a gruppi (detti onde o spawns) composti da qualche unità di attacco a distanza e da altre di attacco a corpo a corpo. Una volta usciti dalla propria base, i creeps viaggiano lungo le lanes verso la base avversaria lottando contro tutto ciò che incontrano che faccia parte della base avversaria: creeps avversari, eroi e torri. Sebbene i creeps nel tempo crescano sia nei valori di "armatura", cioè nella percentuale di riduzione dei danni subiti, che nei valori di "attacco", ossia di danno che possono effettuare, le torri mantengono sempre un'enorme potenza di fuoco se confrontata con quella dei creeps; occorre quindi molto tempo affinché i creeps riescano a distruggere le torri senza l'aiuto di un eroe.
Alcune versioni di DotA (ad esempio AllStars e Mercenaries) presentano degli oggetti, chiamati "Rune", che compaiono nel fiume ogni due minuti. Tali "rune" possono essere prese dagli eroi allo scopo di guadagnare dei bonus per un piccolo periodo di tempo, come Doppio Danno, Rigenerazione, Velocità, e Illusione. Altre versioni hanno usi diversi per le Rune, come ad esempio l'attivazione del modo Sfida nella variante Outland.
Senza l'aiuto degli eroi, il gioco non potrebbe essere vinto rapidamente da uno dei due team. I creeps si combattono e sacrificano in inutili attacchi contro le torri. C'è di solito un piccolo sbilanciamento della potenza dei due team nello scorrere del tempo, dovuto al piazzamento delle torri, al percorso dei creeps nelle vie o ad altro. In genere gli sbilanciamenti sono causati da leggere modifiche nel percorso a favore di una parte o dell'altra.
Tali modifiche sono comunque molto leggere; la presenza di un singolo eroe anche per pochissimo tempo può infatti annullarle.
Oltre a tutto ciò che si è già citato, ci sono in DotA anche dei creeps neutrali disposti in punti specifici della mappa, detti camps, che sono programmati per ingaggiare in combattimento soltanto chi si avvicina troppo. Uccidendoli, un eroe ottiene oro (utile per comprare degli oggetti rafforzanti) ed esperienza.

### Gli eroi
Gli eroi sono delle unità speciali che "crescono" tramite i cosiddetti "Livelli di esperienza", presenti già nelle versioni normali di Warcraft. Uccidendo creeps ed eroi avversari, un eroe guadagna dei "Punti esperienza" e passa in tal modo di livello ricevendo un aumento dei punti di caratteristica e un punto abilità dedicato all'apprendimento di abilità nuove o al miglioramento di quelle già acquisite.

#### Le "caratteristiche" degli eroi
Gli eroi hanno tre principali caratteristiche: Forza, Intelligenza e Agilità. Ogni eroe ha una Caratteristica Primaria che viene indicata con un'icona nel pannello dell'Eroe (che si trova in basso nella schermata di gioco). La Forza ha come icona un pugno, l'Intelligenza un cervello, l'Agilità viene simboleggiata da un piede. Aumentare la propria caratteristica primaria aumenta anche il danno che l'Eroe può fare in combattimento a creeps, altri eroi o torri. In più, aumentare una caratteristica migliorerà le statistiche dell'eroe, rendendolo magari più veloce o più resistente ai colpi.
- Forza - migliora i Punti ferita e la relativa rigenerazione. 1 punto Forza = 19 Punti Ferita (PF) e 1% di bonus per la rigenerazione dei PF
- Agilità - migliora la velocità d'attacco e l'armatura (la percentuale di riduzione dei danni subiti). 7 punti Agilità = 1 punto Armatura e 1 punto agilità = 1% Velocità d'Attacco aumentata (IAS)
- Intelligenza - migliora i Punti Mana (magici) e la relativa rigenerazione. 1 punto Intelligenza = 13 PM e 1% di rigenerazione dei PM

#### Le statistiche dell'eroe
Gli eroi hanno inoltre una varietà di caratteristiche che possono essere modificate da abilità, oggetti comprati o cambiamenti negli attributi:
- Danno Fisico indica quanti punti ferita l'attacco di un eroe toglie al bersaglio. L'aumento della caratteristica principale di un eroe di un punto incrementa il suo danno fisico di un punto. Vi sono diverse tipologie di danno che determinano l'efficienza del proprio colpo in relazione all'armatura in possesso del bersaglio. Nel caso degli eroi, il tipo di danno è sempre lo stesso (Hero).
- Velocità d'attacco determina quanto velocemente un eroe usa il suo attacco. Un eroe con il doppio della velocità d'attacco, quindi, colpisce il doppio delle volte in un dato intervallo di tempo. Ogni eroe ha un coefficiente di velocità di base (BAT), uguale per la maggior parte degli eroi, che non può essere incrementato da agilità o oggetti speciali e che viene usato per il calcolo della velocità d'attacco (AS) che invece è influenzata dagli altri fattori.
- Punti Ferita rappresentano i punti danno che può subire un eroe prima di morire. Hanno un tetto massimo e si rigenerano col tempo. Il loro numero e la velocità di rigenerazione sono determinati dai valori di Forza dell'eroe. Più specificamente, gli eroi hanno, senza contare eventuali oggetti che li incrementano, 19 PF per ogni punto di forza, più 150 PF di base. Nel pannello delle Statistiche dell'Eroe sono indicati sia i Punti Ferita correnti che quelli massimi.
- Punti Mana sono l'energia che l'eroe ha a disposizione per usare le abilità o lanciare incantesimi. È richiesto da quasi tutte le abilità. Anche il mana si rigenera nel tempo, ed ha un tetto massimo. I valori del massimo Mana e della velocità di rigenerazione del Mana sono basati sul punteggio di Intelligenza dell'eroe. Nel Pannello delle Statistiche si trovano sia il valore corrente che il valore massimo.
- Armatura - L'armatura di un eroe rappresenta quanto possono venire ridotti i danni che esso subisce. La percentuale di riduzione del danno è legata al valore dell'armatura mediante una appropriata funzione che dapprima cresce velocemente, poi per armatura infinita tende al 100% (più sono i punti di armatura e più la riduzione del danno cresce lentamente aggiungendone altri). Esistono molti tipi di armature, dalla leggera alla pesante, che offrono protezione in maniera più efficiente contro determinate tipologie di danno, e meno efficiente contro altre. Nel caso degli eroi, però, le armature sono tutte dello stesso tipo. Il valore dell'armatura è modificato da specifici oggetti e passivamente dall'agilità: ogni 7 punti di agilità si ha un aumento di 1 punto di armatura.
- Velocità di Movimento - Determina quanto velocemente l'eroe si muove sulla mappa, escludendo l'effetto degli incantesimi. Il valore medio è intorno a 300 e varia da eroe ad eroe, ma può essere modificato con oggetti e abilità. Il massimo della velocità è 522, che non può essere superato. Solo pochi eroi possono comunque arrivarci senza una runa "haste" che, se raccolta, garantisce velocità di movimento massima per 30 secondi. La velocità di movimento non compare nel pannello dell'eroe; è possibile però controllarlo digitando dalla tastiera "invio", poi "-ms", infine di nuovo "invio".

#### Tipi di eroi in base alle Caratteristiche
- Forza - In genere un potente combattente corpo a corpo ("melee")
  - Pro: Molti PF, alta rigenerazione PF, spesso hanno un'abilità per bloccare i nemici ("stun")
  - Contro: Attacco corpo a corpo, bassa armatura, bassa velocità di attacco, assenza di escape-mechanism.
  - Esempi per Dota Outland: Giant of Dragon Turtle, Spinewrath, Dominator
  - Esempi per Dota Classic: Commander of the Abyss, Dragon Knight, Mannoroth, Garrondel
  - Esempi per Dota Allstars: Butcher, Rogue Knight, Skeleton King, Centaur Warchief, Slithereen Guard, Tidehunter, Doombringer
- Agilità - in genere arcieri, assassini, o guerrieri rapidi. Possono essere sia di tipo "corpo a corpo" ("melee") che "a distanza" ("ranged")
  - Pro: Danno molto elevato nelle fasi finali, molta velocità d'attacco, alta armatura, abilità passive come Schivata (Evasion) o Colpo Critico (Critical Strike)
  - Contro: Pochi PF, poco mana, alcuni non hanno magie per bloccare, deboli ad inizio partita
  - Esempi per Dota Outland: Disintigrator, Aquasoul, Lividus
  - Esempi per Dota Classic: Mageslayer, Zuljin Andorhall, Troll Warlord
  - Esempi per Dota Allstars: Priestess of the Moon, Drow Ranger, Bone Fletcher, Juggernaut, Lightning Revenant, Phantom Assassin, Stealth Assassin
- Intelligenza - gli usufruitori di magia
  - Pro: Generalmente colpiscono a distanza, hanno molto mana, rigenerazione mana alta, abilità potenti e alcuni in particolare fanno molti danni ad inizio partita (i nukers)
  - Contro: Bassi PF, bassa armatura, deboli a fine gioco
  - Esempi per Dota Outland: Stormweaver, Stan, Voodoo Shaman
  - Esempi per Dota Classic: Drenia Darkhaven, Wavebreaker, Soulrender, Purity's Disciple
  - Esempi per Dota Allstars: Tinker, Crystal Maiden, Necrolyte, Lich, Lord of Olympia, Slayer, Shadow Shaman

Eccezione per Dota Outland: In Dota Outland tutti i tipi di eroe hanno la stessa forza in ogni momento del gioco. I meccanismi di gioco fanno sì che la difficoltà si equilibri ogni dato intervallo di tempo.

### Meccanismi di gioco
Gli eroi possono guadagnare esperienza e oro uccidendo eroi e/o "creeps", sia della squadra avversaria che neutrali. Purché si trovino entro un certo raggio dal punto in cui i nemici vengono uccisi, possono guadagnare esperienza anche se tali nemici vengono uccisi da altri giocatori o dai creeps amici.
Anche se l'uccisione di eroi avversari non è lo scopo principale del gioco, ciò influisce pesantemente sull'andamento del gioco. Nella parte alta-destra dello schermo è indicato il numero di uccisioni (kill) e morti (death) di ogni eroe. Uccidere altri eroi dà un bonus in oro (Gold). L'oro serve ad acquistare oggetti che migliorano le caratteristiche degli eroi, o forniscono nuove abilità. Verso la fine della partita, dato che c'è un limite alla crescita degli eroi, gli oggetti possono fornire il potere aggiuntivo necessario ad un team per chiudere e vincere la partita.
Ogni giocatore seleziona un eroe all'inizio della partita da una lista (con l'eccezione di alcune partite che costringono il giocatore a usare eroi specifici come accade nel "Multimode" nella versione Classica; "All Random" nella versione Allstars; e in "Set" nella Outland). I giocatori hanno generalmente il controllo solo su questo eroe ma esistono eccezioni nei casi in cui un'abilità dell'eroe o un oggetto diano il potere di prendere controllo dei "creep" o permettano di evocarne altri. La scelta degli eroi in DotA è molto ampia (e forse aumenterà nelle versioni più recenti); ad esempio ci sono più di 91 eroi diversi in DotA Allstars e 40 in Outland.
Le caratteristiche (abilità e status) degli eroi possono essere modificate comprando degli oggetti. Questi possono essere acquistati grazie all'oro ottenuto uccidendo altri eroi, creeps o costruzioni avversarie. Se le creeps dovessero uccidere un eroe nemico l'oro acquisito verrebbe distribuito in parti uguali ad ogni membro del team. Alcuni oggetti non possono essere acquistati direttamente; è necessaria, infatti, la loro costruzione mediante l'utilizzo di altri oggetti congiunti con un 'recipe' finale (una pergamena che, come una formula magica, insieme con tutti gli ingredienti fa comparire l'oggetto nel vostro inventario). Generalmente maggiore è il costo o la complessità di un oggetto, migliore sarà l'influenza sullo status o sulle abilità dell'eroe che lo indossa. Alcuni addirittura sono in grado di sommare i propri effetti benefici ad effetti di altri oggetti.
A causa di alcune limitazioni nella programmazione del comportamento degli eroi (es. gli Orb effect, particolari effetti associati ad ogni attacco fisico dell'eroe, ad esempio risucchio vita o rallentamento) o insite nel motore di gioco di Warcraft III, senza contare gli effetti voluti onde evitare uno sbilanciamento in favore di alcuni oggetti-eroi, non tutti i potenziamenti interagiscono correttamente tra di loro o con alcuni eroi. Avere quindi esperienza nell'uso degli oggetti giusti può costituire un vantaggio, al fine di evitare di spendere denaro in recipes che mal interagiscono tra di loro.
Gli eroi che muoiono "respawnano", si ricreano ("risorgono"), in un'area della propria base chiamata "fountain". Lo spawn avviene solamente dopo che è passato un periodo di attesa che è più alto quanto maggiore è il livello di esperienza dell'eroe. È possibile azzerare questo tempo di attesa pagando una cifra proporzionale al livello del proprio personaggio. Il livello del personaggio influenza anche la quantità d'oro che perde quando viene ucciso, a beneficio del suo uccisore, che guadagna la stessa quantità.
La vittoria dipende dalla bravura dei giocatori singoli e dalla loro capacità di giocare in squadra. Un singolo giocatore con molta esperienza può fare un lavoro pulito di un singolo opponente; ma diversi giocatori bravi a collaborare possono ricambiare il favore facilmente. Tutte le varianti del gioco hanno degli eroi che contrastano in maniera più o meno efficiente un altro eroe, in modo da creare la possibilità del cosiddetto counter-picking, scegliere eroi che hanno un vantaggio netto e definito sopra quelli avversari.

## DotA come e-sport
Defense of the Ancients è diventato nel tempo un vero e proprio e-sport al pari di Warcraft III: The Frozen Throne e di famosi FPS (First Person Shooter) come Counter-Strike e Counter-Strike: Source. Sono stati disputati molti tornei di DotA a livello internazionale, tra i quali il più importante online resta il MYM Prime Defending, creato dal famoso multigaming danese Meet Your Makers. La manifestazione competitiva più importante di DotA è stato l'ESWC (Electronic Sports World Championship), che nel 2008 ha inserito un torneo di DotA in ogni suo evento. In Italia, proprio nel 2008, c'è stata la consacrazione di DotA. Infatti il gioco è entrato a far parte delle ESL Pro Series, tornei professionistici organizzati dalla Electronic Sports League (ESL), con un montepremi pari a 2000 €. I vincitori dell'unica edizione di questo evento, sono stati gli Inferno eSports - DotA Team, che guidati dal loro team leader, Alessio Galeazzi di Terni, si sono aggiudicati, alle finali offline di Bolzano, il premio in denaro in palio e il titolo di team Campione Italiano (EPS VI Season).
Nel 2009 DotA non è stato inserito tra i giochi dell'ESWC mentre vi è ritornato nel 2010, anno in cui si è tenuto anche il WDC torneo internazionale offline per clan in Cina; per quanto riguarda il panorama italiano attualmente non sono presenti clan attivi a livello internazionale.

## Evoluzione del genere
Dopo aver ottenuto successo la mappa di DotA è stata ripresa da altri giochi di case di produzione di videogiochi autonome che hanno replicato il gameplay e venduto il gioco come stand-alone; alcuni esempi famosi sono Heroes of the Storm, Heroes of Newerth, League of Legends e Dota 2, tutti basati sul sistema di gioco di DotA e tutti, tranne il primo, indipendenti dalla piattaforma della Blizzard. Tutte queste case produttrici hanno ottenuto il permesso dal creatore originale di DotA, Icefrog, per realizzare i giochi; nel caso di Dota 2 della Valve c'è però stata prima una disputa legale con la Blizzard legata a problemi di copyright.

## Riferimenti nella cultura di massa
- DotA è citata in una canzone del dj svedese Basshunter, più precisamente nella canzone Vi sitter i Ventrilo och spelar DotA («seduti in Ventrilo a giocare a DotA»).